# Blois

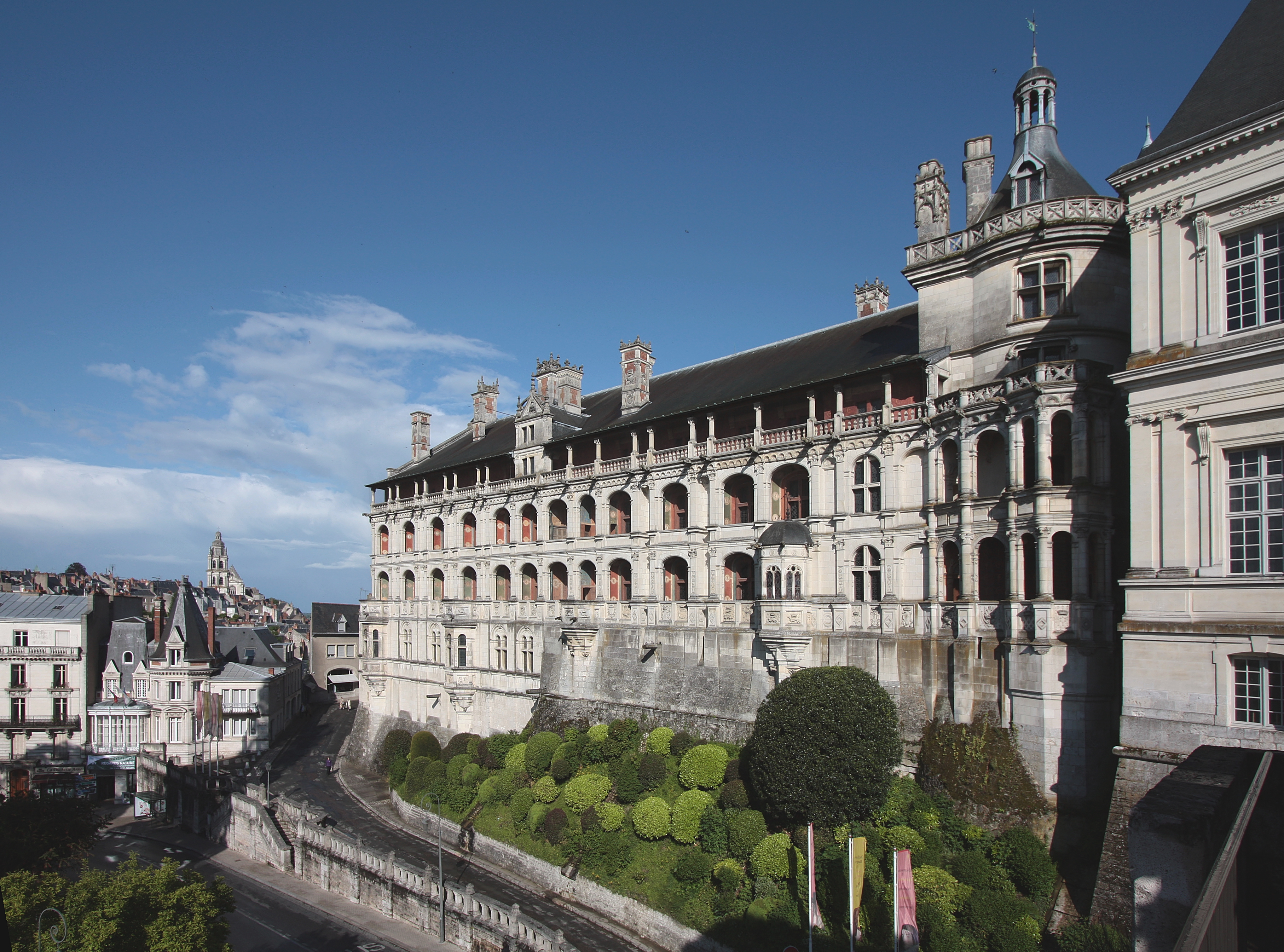
Slottet i Blois

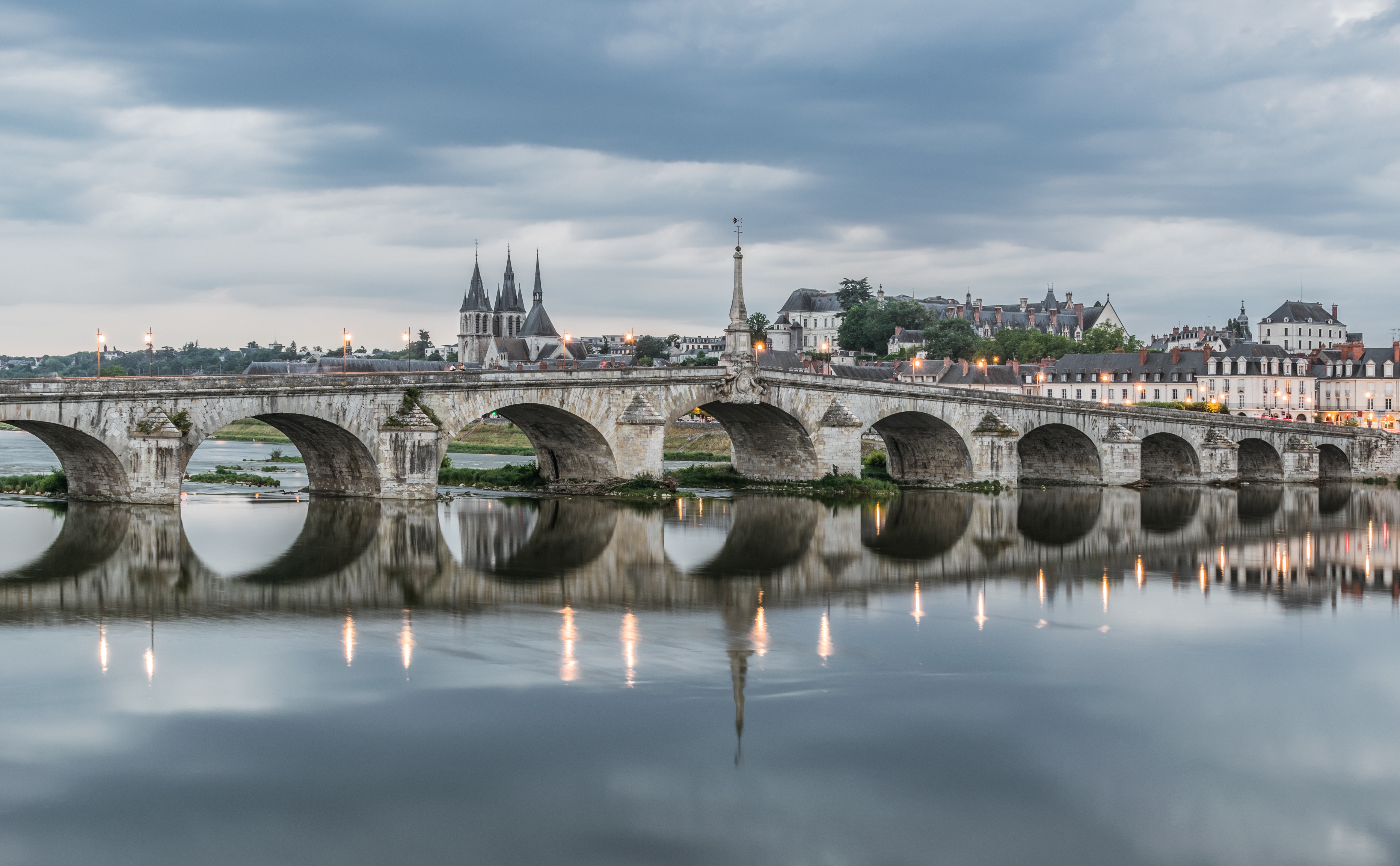
Bron över Loire i Blois.

Blois är en stad och kommun i departementet Loir-et-Cher i regionen Centre-Val de Loire i de centrala delarna av Frankrike. Staden ligger vid Loire, mellan Orléans och Tours. Kommunen är chef-lieu för 5 kantoner som tillhör arrondissementet Blois. År 2022 hade Blois 47 092 invånare.
Blois var redan under Romartiden känd under namnet Blesum, en i bergsklippan uthuggen vattensledning som ännu för vatten härrör från den tiden. Under medeltiden var Blois huvudort i grevskapet Blaisois. På en kulle över floden uppfördes slottet vars äldsta delar härstammar från 1200-talet. Slottet tillbyggdes under Ludvig XII och framför allt under Frans I, då en praktfull renässansflygel med genombrutet trapptorn uppfördes 1515-24. En sengotisk portal med ryttarstaty uppfördes 1498-1503. Slottet genogick 1843-1870 en större renovering. Under Henrik III var Blois skådesplats för blodiga massmord på protestanter. Under 1500- och 1600-talet var Blois en av kungarnas viktigare residensorter och fungerade som Frankrikes andra huvudstad. Stadens katedral härstammar från 1600-talet.
Blois har aldrig varit någon betydande industristad, tillverkning av ättika, choklad, skor och fajanser har förekommit, däremot har den varit en betydande handelsstad, särskilt för vin som centrum för Blaisoisvindistriktet. Under 1980-talet utlokaliserades många arbetstillfällen från Paris hit.

## Befolkningsutveckling
Antalet invånare i kommunen Blois
| Referens: INSEE |